# قوة العادة (كتاب)
قوة العادة (بالإنجليزية: The Power of Habit)‏ هو كتاب للصحفي الأمريكي تشارلز دوهيك بجريدة نيويورك تايمز، نشر في فبراير من سنة 2012 من قبل دار النشر الإنجليزية راندوم هاوس.
الكتاب احتل مراتب متقدمة في أكثر الكتب مبيعا في كل من نيويورك تايمز، أمازون، ويو إس إيه توداي.